# 4710 Wade
4710 Wade је астероид главног астероидног појаса са средњом удаљеношћу од Сунца која износи 2,244 астрономских јединица (АЈ).
Апсолутна магнитуда астероида је 13,3.